# Який чудесний світ новий! (фільм, 1980)
«Який чудесний світ новий!» (англ. Brave New World) — американський телевізійний фільм 1980 року, адаптація однойменного роману Олдоса Гакслі. Режисер — Берт Брінкергофф. Сценарист — Доран Вільям Кеннон. Стрічка знята у Каліфорнії.

## У ролях
- Крістоффер Таборі — Джон
- Бад Корт — Бернард Макс
- Кір Дуллі — Томас Грамбелл
- Джулі Кобб — Лінда Лисенко
- Рон О'Ніл — Мустафа Монд
- Марсія Стрессмен — Леніна Дісней
- Реб Браун — Генрі